# 中药大辞典
《中药大辞典》是中华人民共和国成立后出版的第一部大型中药专业工具书，由南京中医学院（现南京中医药大学）编纂，于1958年至1966年完成初稿，1972年至1976年修订，1977年出版，出版时南京中医学院与南京医学院合并，故署名为江苏新医学院。书中共收载中药5767味，其中包括植物药4773味，动物药740味，矿物药82味，以及传统作为单位药使用的加工制成品等172味。
《中药大辞典》先后获1978年全国科学大会科技成果奖、首届中国辞书类一等奖。
第二版于2006年出版，共收载药物6008味，增补了初版后近30年来有关栽培(饲养)技术、药材鉴定、化学成分、药理作用、炮制、现代临床研究等方面的中药研究成果。